# Luc Alphand
Luc Alphand (nascut el 6 d'agost de 1965 en Briançon) va ser un esquiador alpí i, en l'actualitat, pilot de ral·lis francès.
Va començar les seves participacions en la Copa del Món d'esquí el 1984, assolint la victòria final en 1997.
En 1997 es va retirar com esquiador i va començar la seva carrera com pilot d'automòbils, participant en diverses proves de velocitat com el Campionat GT de la FIA, la Copa Nissan Micra Stars i les Sèries Europees de LeMans.
També ha participat en proves de resistència, com el Ral·li Dakar, el qual va guanyar en 2006 amb un Mitsubishi. Anteriorment, va acabar segon en 2005, també amb Mitsubishi, per darrere del seu company d'equip Stéphane Peterhansel.

## Palmarès

### Com a esquiador
- Medalla de bronze de Descens en els Mundials d'esquí alpí de 1996
- Campió de la classificació general de la Copa del Món en 1997
- Campió de Descens en la Copa del Món en 1995, 1996 y 1997
- Campió de Super-Gegant en la Copa del Món en 1997
- 12 victòries Copa del Món

### Com a pilot
- Vencedor del Ral·li Patagònia Atacama "Iquique" en 2006.
- Vencedor del Ral·li Dakar de 2006 (Segon en el 2007)